# Ciak d'oro 2002
La 17ª edizione dei Ciak d'oro si è tenuta a Roma il 12 giugno del 2002.

## Vincitori e candidati
I vincitori sono indicati in grassetto, a seguire gli altri candidati.

### Miglior film
- L'ora di religione di Marco Bellocchio

### Miglior regista
- Marco Bellocchio - L'ora di religione

### Migliore attore protagonista
- Sergio Castellitto - L'ora di religione

### Migliore attrice protagonista
- Margherita Buy - Il più bel giorno della mia vita

### Migliore attore non protagonista
- Leo Gullotta - Vajont
  - Libero De Rienzo - Santa Maradona
  - Max Mazzotta - Paz!
  - Silvio Orlando - Luce dei miei occhi
  - Toni Servillo - Luna rossa

### Migliore attrice non protagonista
- Mariangela Melato - L'amore probabilmente
  - Fabrizia Sacchi- Paz!
  - Iaia Forte - Paz!
  - Piera Degli Esposti - L'ora di religione
  - Stefania Sandrelli - Figli/Hijos

### Migliore opera prima
- Marco Ponti - Santa Maradona

### Migliore sceneggiatura
- Paolo Sorrentino - L'uomo in più
  - Silvio Soldini, Doriana Leondeff - Brucio nel vento
  - Ermanno Olmi - Il mestiere delle armi
  - Paolo Genovese, Luca Miniero - Incantesimo napoletano
  - Marco Bellocchio - L'ora di religione

### Migliore fotografia
- Fabio Olmi - Il mestiere delle armi
  - Fabio Cianchetti - Il più bel giorno della mia vita
  - Pasquale Mari - L'ora di religione e L'uomo in più
  - Arnaldo Catinari - Luce dei miei occhi
  - Cesare Accetta - Non è giusto

### Migliore sonoro
- Tullio Morganti - Figli/Hijos
  - Daghi Rondanini, Gianluca Castamagna - L'uomo in più
  - Remo Ugolinelli - Luce dei miei occhi
  - Mario Iaquone - Ribelli per caso
  - Marco Tidu - Santa Maradona

### Migliore scenografia
- Giancarlo Basili - Luce dei miei occhi e Paz!
  - Andrea Crisanti - Il consiglio d'Egitto
  - Marco Dentici - L'ora di religione
  - Lino Fiorito - L'uomo in più
  - Francesco Frigeri - Vajont

### Migliore montaggio
- Francesca Calvelli - L'ora di religione
  - Paolo Cottignola - Il mestiere delle armi
  - Luciana Pandolfelli - Luna rossa
  - Jacopo Quadri, Letizia Caudullo - Paz!
  - Walter Fasano - Santa Maradona

### Migliore costumi
- Francesca Livia Sartori - Il mestiere delle armi
  - Antonella Berardi - Il più bel giorno della mia vita
  - Silvia Nebiolo - L'uomo in più
  - Metella Raboni - Luna rossa
  - Valentina Taviani, Francesca Casciello - Paz!

### Migliore colonna sonora
- Luciano Ligabue - Da zero a dieci
  - Daniele Sepe, Macaco - Amnèsia
  - Paolo Polcari, Luca Gatti - Luna rossa
  - Gianna Nannini - Momo alla conquista del tempo
  - Tiromancino - Paz!

### Miglior manifesto
- L'ora di religione e Paz! (ex aequo)

### Migliore film straniero
- Parla con lei di Pedro Almodóvar

### Ciak d'oro Mini/Skoda Bello & Invisibile
- L'uomo in più di Paolo Sorrentino

### Ciak d'oro alla carriera
- Virna Lisi